# Debbi Peterson

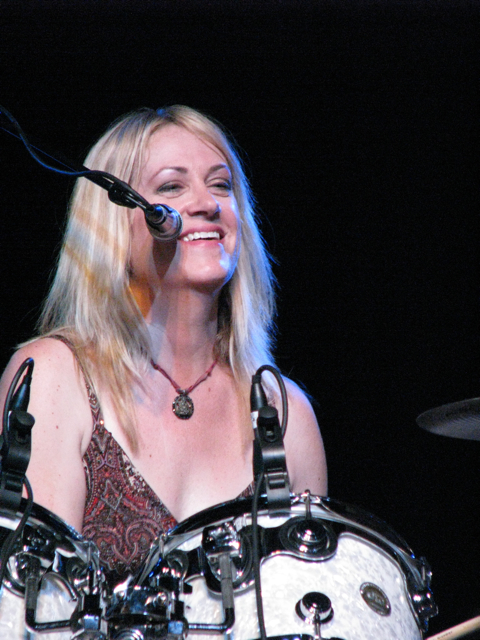
Debbi Peterson (2008)

Deborah Mary „Debbi“ Peterson (* 22. August 1961 in Northridge, Kalifornien) ist eine US-amerikanische Musikerin (Gesang, Schlagzeug).

## Biografie
Die jüngere Schwester von Vicki Peterson wurde bekannt als Schlagzeugerin der Rockband The Bangles, wo sie neben Backgroundgesang auch den Leadgesang auf den Hitsingles Going down to Liverpool und Be with you beisteuerte.  
Nach der zwischenzeitlichen Trennung der Bangles war Debbi Peterson Teil des Duos Kindred Spirit.
Peterson heiratete 1989 den englischen Toningenieur Steven Botting. Die beiden haben zwei Kinder (* 1997 und 2003).